# A Room in Chelsea Square
A Room in Chelsea Square é um romance gay britânico de 1958 de Michael Nelson, publicado originalmente anonimamente devido ao seu conteúdo homossexual e "retratos velados de figuras literárias proeminentes de Londres". É sobre um cavalheiro rico que atrai um jovem atraente para Londres com a promessa de um estilo de vida de alta classe.

## Publicação
Um romance "camp" sobre "rainhas mal-humoradas na Londres dos anos 1950", A Room in Chelsea Square é semi-autobiográfico. Foi publicado anonimamente por causa de seu conteúdo gay explícito, numa época em que a homossexualidade ainda era ilegal, e porque seus personagens eram retratos mal disfarçados de figuras literárias proeminentes de Londres. O personagem 'Patrick' é baseado no filantropo das artes Peter Watson; 'Ronnie' é baseado em Cyril Connolly, editor da revista literária Horizon; e 'Christopher' é baseado no poeta Stephen Spender. A capa da edição de 1959 da US Anchor Books foi ilustrada por Edward Gorey, que na época trabalhava na Doubleday. A Sphere Books republicou A Room in Chelsea Square em 1969, e foi reimpresso novamente em 1986 pela extinta Gay Men's Press em sua série Gay Modern Classics. A edição de 2013 da Valancourt Books apresenta uma nova introdução de Gregory Woods.

## Resumo do enredo
O rico cavalheiro de meia-idade Patrick atrai o belo jornalista provinciano Nicholas para Londres com a promessa de um emprego e hospeda o jovem em sua suíte de hotel. Nicholas logo se acostuma aos dons de Patrick, ao estilo de vida luxuoso e aos amigos interessantes, mas percebendo que Patrick está interessado em mais do que amizade, Nicholas descobre que terá que ceder ou desistir de tudo que Patrick pode oferecer.

## Recepção crítica
A Room in Chelsea Square recebeu várias críticas positivas em sua publicação inicial. Malcolm Bradbury chamou o romance de "afiado, espirituoso, malicioso ... maravilhosamente desenvolvido na melhor tradição maquiavélica" no The New York Times Book Review. Julian MacLaren-Ross escreveu em Punch que o estilo do autor "é rápido e direto, seu dom narrativo é considerável... Consistentemente divertido, este pode ser o romance sobre homossexualidade que encerrará todos os romances sobre o assunto", acrescentando que o romance "faria o dia de muitos leitores". John Betjeman foi igualmente elogioso no The Daily Telegraph, escrevendo que "a história é contada com suspense sustentado: os vários homens nela não são apenas tipos, mas carne e osso, mesmo que se deseje que Patrick nunca tivesse nascido." Books and Bookmen declarou o romance "clássico de alto nível", e o The Sunday Times o chamou de "odiosamente engraçado e deliciosamente doentio ... um alívio distinto após o tratamento pesado que a homossexualidade tende a receber em alguns romances recentes."
Em sua introdução para a edição de 2013, Woods observa que o romance recebe respostas opostas: para alguns, é "um tour de force exagerado", e para outros, "especialmente na década seguinte à sua publicação, é um desfile de representações negativas de homens homossexuais"." Ele argumenta que, embora os personagens do romance não sejam simpáticos e não faça nenhum esforço para promover a tolerância ou a reforma da lei:
Sua principal virtude é que ele toma a homossexualidade completamente como certa. Há muita angústia, mas não sobre ser gay. A maior parte é sobre não ser amado ou não ter dinheiro. Talvez seja esse o ponto: há coisas mais importantes com as quais se preocupar — uma refeição mal cozida, uma gravata mal escolhida — do que a questão trivial de ser queer.
James Jenkins, de Valancourt, disse em 2014 que o romance "provoca algumas reações realmente fortes dos leitores de hoje — as pessoas ou acham que o romance é uma diversão hilária, ou então veem o personagem principal, Patrick, como um predador repreensível. Acho ótimo que um romance gay de 1958 ainda possa inspirar tanto interesse e respostas apaixonadas."